# Acacia hamersleyensis
Acacia hamersleyensis är en ärtväxtart som beskrevs av Bruce R. Maslin. Acacia hamersleyensis ingår i släktet akacior, och familjen ärtväxter. Inga underarter finns listade i Catalogue of Life.